# Bossche bol
Um Bossche bol é um doce típico de 's-Hertogenbosch, no sul dos Países Baixos. A receita é feita de massa choux recheada com creme chantili e mergulhada em chocolate derretido. Apesar de similares aos profiteroles, os Bosche bollen são inteiramente cobertos de chocolate. 

## Características
Uma Bossche bol é uma esfera feita de uma massa muito leve e aerada, conhecida como choux. Ela é assada com um interior oco. Depois de assada, o fundo da massa é furado e preenchido com chantili por meio de uma seringa de confeitaria. O doce recheado é, então, mergulhado em chocolate derretido, até ter toda a superfície coberta.
Bosschebollen geralmente têm diâmetro de cerca de 12 cm e, portanto, são maiores que doces similares, como os profiteroles e os moorkoppen, doces holandeses feitos com uma base de choux e glacê de chocolate. O chocoladebol, também similar, se difere por não ser feito de uma massa oca como a Bossche bol.

## História
A antecessora da atual Bossche bol começou a ser vendida em Den Bosch nos primeiros anos do século XX pelo confeiteiro Jos Lambermont, sob o nome de chocoladebol (bola de chocolate). A esfera era recheada de creme pasteleiro, e foi um grande sucesso de vendas. Creme chantili só começou a ser utilizado na década de 1920. 
O nome "Bossche bol" só se firmou ao longo do tempo, com o crescimento da popularidade do doce fora da cidade. Apesar do nome, existem teorias que apontam para a invenção da receita em Haia: credita-se a invenção a um confeiteiro da cidade chamado Henri van der Zijde, que abriu sua padaria em Den Bosch em 1926 e começou a vender uma variante recheada de chantili. Na mesma década, Lambermont também começou a vender a bola de chocolate recheada com creme.